# Isla Cornwallis (Nunavut)
La isla Cornwallis es isla del Archipiélago ártico canadiense. Administrativamente, la isla pertenece a la región Qikiqtaaluk del territorio autónomo de Nunavut, Canadá.

## Geografía

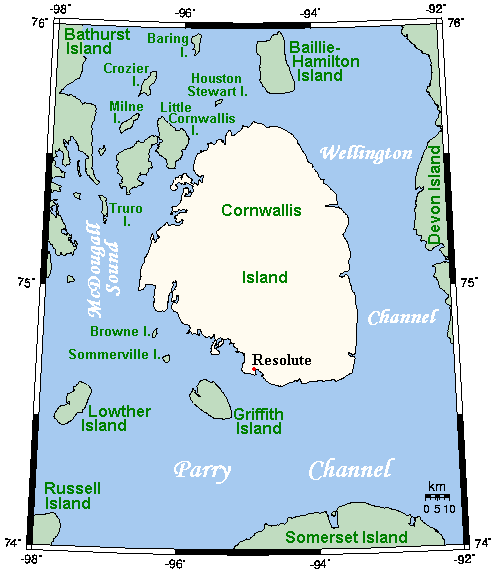
Mapa de isla Cornwallis.

Isla Cornwallis es una isla del archipiélago de islas de la Reina Isabel. Se encuentra al norte del tramo final del Lancaster Sound, al oeste de isla Devon —de la que la separan las aguas del canal Wellington, de 28 km de anchura— y al este de isla Bathurst —separada por el McDougall Sound, de también 28 km de anchura—. Al otro lado del canal de Parry, se encuentran, al sur isla Somerset (a unos 54 km), y al suroeste, isla Príncipe de Gales, a 110 km.
La isla tiene una forma redondeada, con una longitud máxima en dirección S-N de 115 km y una anchura máxima de unos 95 km. Con un área de 7.202 km², es, por tamaño, la 8.ª isla del archipiélago, la 21.ª de Canadá y la 96.ª del mundo.
Alrededor de la isla hay muchas islas más pequeñas: frente a la costa occidental, en el McDougall Sound, isla Truro, isla Pequeña Cornwallis, isla Mine, isla Crozier, isla Baring, isla Houston Stewart e isla Baillie-Hamilton. En el medio del canal de Parry, frente a las costas meridionales, se encuentran isla Griffith e isla Lowther.
La isla es en general llana, aunque hay importantes acantilados en la costa oriental (400 m). La superficie de la isla es una mezcla de restos de rocas cementados por permafrost.
La isla está habitada, siendo el único asentamiento Resolute (Qausuittuq), en la costa meridional, la segunda comunidad más septentrional de Canadá. Dispone de aeropuerto que sirve de centro de comunicaciones para las islas árticas centrales de Nunavut. Es

## Historia

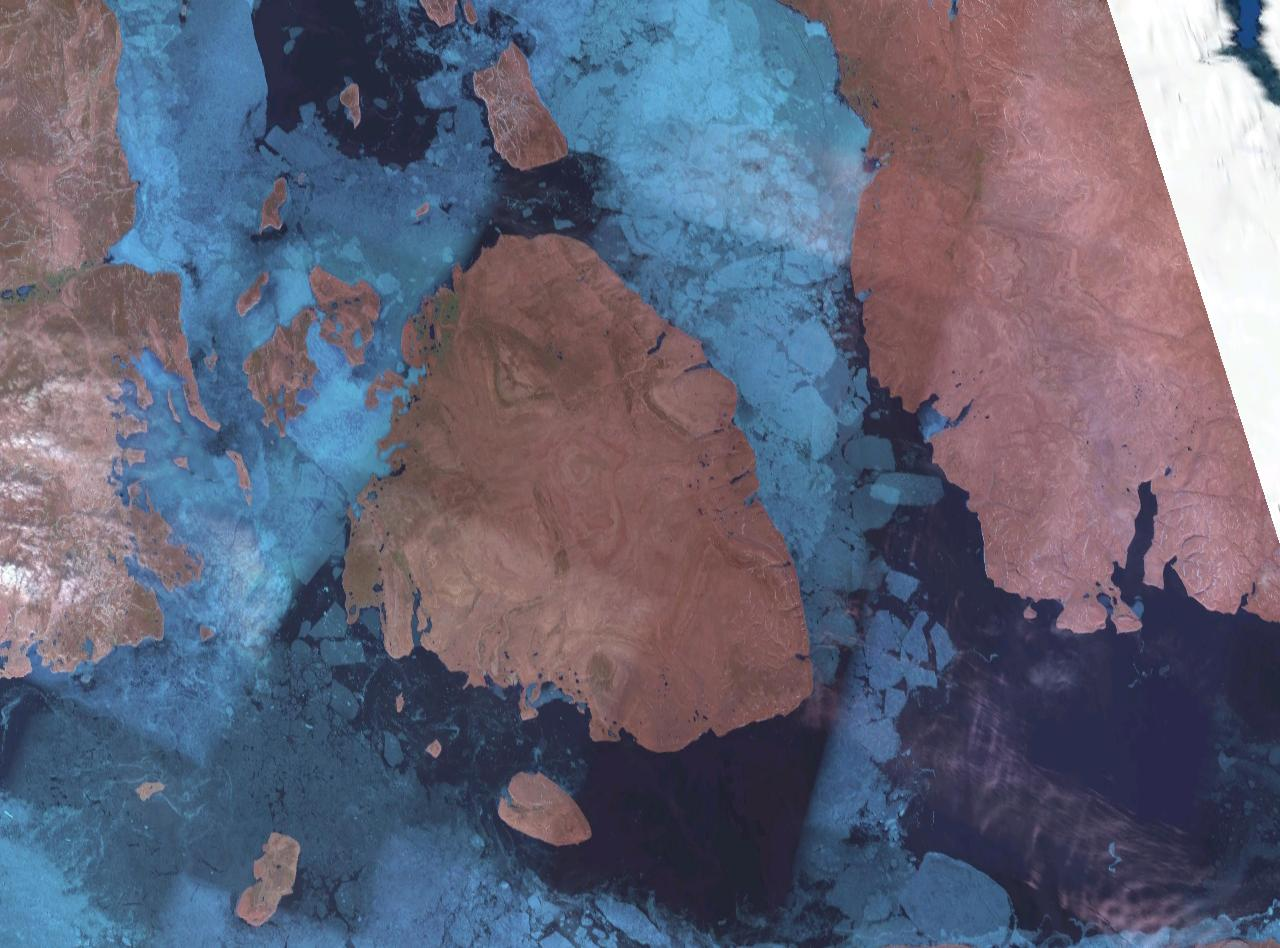
Fotografía satélite de la isla Cornwallis

La isla Melville fue visitada por vez primera por el explorador británico y capitán de la Marina Real Británica, William Edward Parry, en su segunda expedición de 1819-20 al ártico en búsqueda del paso del Noroeste. Parry, que ya había estado en el ártico con John Ross, logró el mando de una nueva expedición ártica formada por dos barcos, el HMS Hecla, de 375 ton., a su mando, y el HMS Griper, de 180 ton., al mando del teniente Liddon. Partieron de Inglaterra en mayo de 1819 y el 4 de agosto llegaron al Lancaster Sound, que libre de hielo, les permitió avanzar rápidamente hacia el oeste.
En esa travesía descubrieron muchas islas totalmente desconocidas en el archipiélago que durante mucho tiempo se llamó archipiélago Parry (y que desde 1953 se llaman islas de la Reina Isabel), entre ellas la isla Cornwallis, bautizada por Parry en reconocimiento del almirante de la Royal Navy William Cornwallis.